# Ce n'è per tutti
Ce n'è per tutti è un film italiano del 2009 diretto da Luciano Melchionna. 

## Trama
Roma. Un ragazzo di nome Gianluca sale sul Colosseo. Nello stesso momento si dipanano le vicende degli amici i quali,  venuti a sapere quanto sta accadendo, cercano di raggiungere il luogo. La situazione viene seguita anche dalla televisione, che specula miseramente sulla vicenda, coinvolgendo forzatamente i genitori di Gianluca. Attraverso alcuni flashback si intuisce quale può essere la motivazione di Gianluca , poeta dall'animo sensibile, che non riesce più a sopportare il dolore che sente ovunque intorno a sé. Nella solitudine trovata in alto, vedendo sotto di sé l'accalcarsi dei curiosi, il ragazzo dialoga con la nonna, l'unica che sembra provare compassione e sentimento per lui.

## Distribuzione
È arrivato nelle sale cinematografiche il 20 novembre 2009.